# Capetus
Capetus — викопний рід примітивних темноспондилів, що існували на території Чехії за пізнього кам‘яновугільного періоду (вестфал). При довжині близько 1.5 метра, Capetus належав до найбільших хижаків свого довкілля, ймовірно займаючи екологічну роль напівводного вищого хижака подібно до Eryops зі США.

## Опис
Комбінація унікальних, прогресивних і примітивних рис, що характеризує Capetus, робить віднесення цього таксона до будь-якої відомої родини проблематичним. Імовірно, єдиною його апоморфією є зчленування лемешів і крилоподібних, що тягнуться антеролатерально від середини черепа до хоан під кутом близько 45°. До ознак, спільних для Capetus і прогресивніших темноспондилів належать: антеропостеріально вкорочена передщелепна з вираженим аларним відростком, розташованим медіально відносно ніздрі; вилична сягає рівня переднього кінця очної ямки. Примітивні ознаки, збережені у Capetus, включають наступні: сльозова входить до краю орбіти в крупних зразків; міжтім‘яні наявні; заочні видовжені; тім‘яний отвір наявний у крупних зразків; спрямовані назад відростки задньотім‘яних відсутні; верхньощелепна має контакт із квадратно-виличною; лемеші не видовжені на рівні хоан; міжптеригоїдні отвори вузькі й завужуються з переднього кінця; крилоподібна має широкий контакт із лемешем і, ймовірно, вилучає його з краю міжптеригоїдного отвору; велика, ромбовидна міжключиця.